# ZARD Cruising & Live

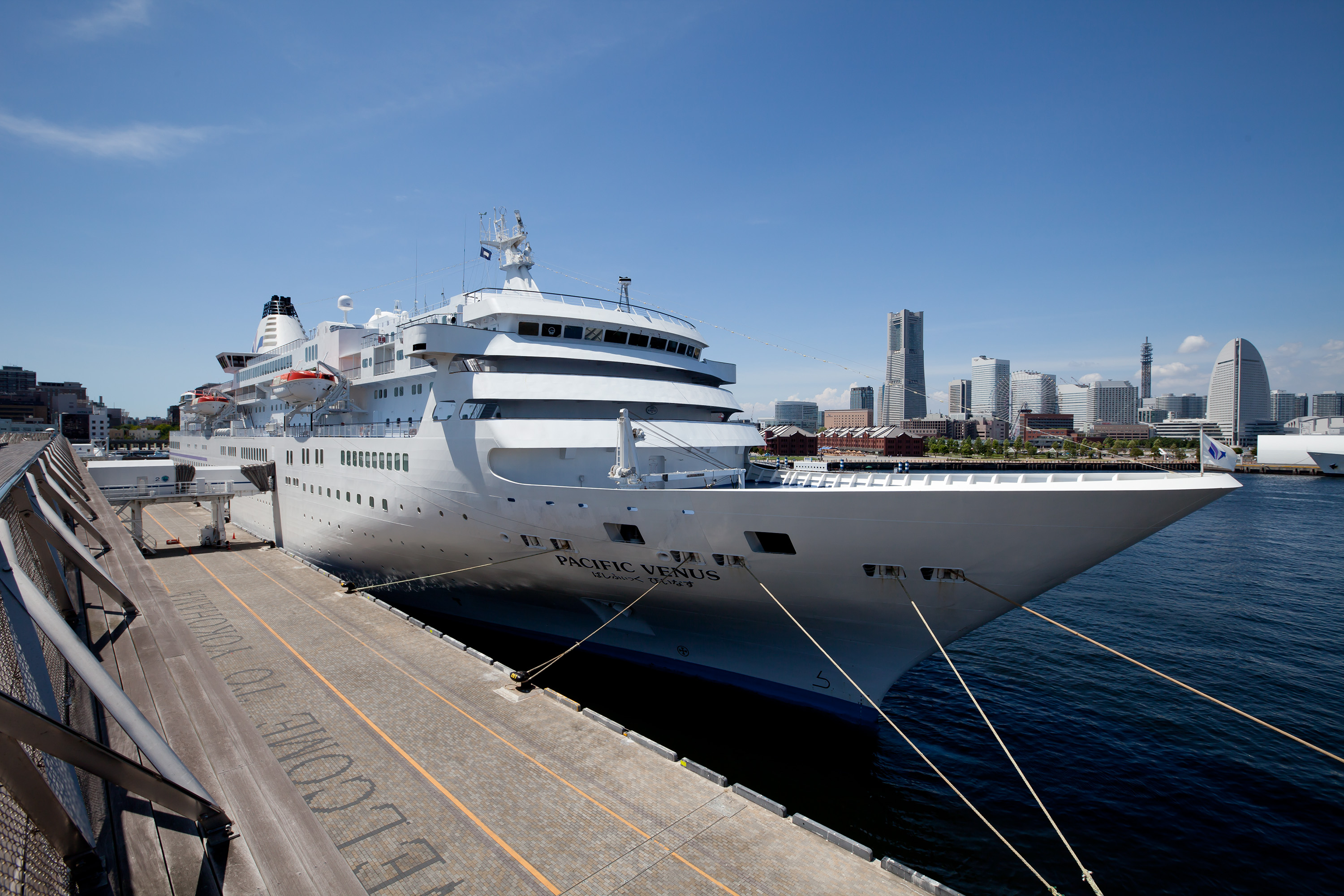
라이브 장소였던 "퍼시픽 비너스" 호

《ZARD Cruising & Live》는 일본의 밴드 ZARD의 라이브 음반으로, 2000년 1월 26일 발매되었다. 1999년 8월 31일 도쿄 만에서 열린 첫 공식 라이브의 음원과 영상을 담은 것으로, 2장의 라이브 음반(CD, CD-ROM)과 메이킹 비디오(VHS)로 구성되어 있다. (CD: JBCJ-1026, CD-ROM: JBCJ-1026Z, VHS: JBCJ-1026A)
ZARD의 음반 중 유일하게 생산량이 제한되어, 30만 장의 한정된 수량만 판매되었다.

## 수록곡
DISK1: LIVE CD
| #   | 제목 | 재생 시간 |
| --- | --- | --------- |
| 1.  | 〈〈흔들리는 마음〉〉 (揺れる想い 유레루오모이[*])                                                      |           |
| 2.  | 〈〈그대가 없어요〉〉 (君がいない 키미가이나이[*])                                                      |           |
| 3.  | 〈〈마음을 열고〉〉 (心を開いて 코코로오히라이테[*])                                                    |           |
| 4.  | 〈〈Don't you see!〉〉                                                                                  |           |
| 5.  | 〈〈세계는 분명 미래에서〉〉 (世界はきっと未来の中 세카이와킷토미라이노나카[*])                         |           |
| 6.  | 〈〈포토그래프〉〉 (フォトグラフ 훠토그라후[*])                                                         |           |
| 7.  | 〈〈조금 더 조금만 더...〉〉 (もう少し あと少し… 모스코시 아토스코시[*])                                |           |
| 8.  | 〈〈잠 못드는 밤을 안고〉〉 (眠れない夜を抱いて 네무레나이요루오다이테[*])                              |           |
| 9.  | 〈〈My Baby Grand ~따스함이 필요해서~〉〉 (My Baby Grand 〜ぬくもりが欲しくて〜 -누쿠모리가호시쿠테[*]) |           |
| 10. | 〈〈IN MY ARMS TONIGHT〉〉                                                                              |           |
| 11. | 〈〈그 미소를 잊지 말아요〉〉 (あの微笑みを忘れないで 아노호호에미오와스레나이데[*])                    |           |
| 12. | 〈〈이 사랑에 지칠때도〉〉 (この愛に泳ぎ疲れても 코노아이니오요기츠카레테모[*])                         |           |
| 13. | 〈〈머나먼 별을 세면서〉〉 (遠い星を数えて 토오이호시오카조에테[*])                                     |           |
| 14. | 〈〈지지마세요〉〉 (負けないで 마케나이데[*])                                                           |           |

DISK2: LIVE SPECIAL CD-ROM ~Cruising HAZARD~
재생을 위해서는 퀵타임 플레이어의 설치가 필요하며, 배 안에서 길을 찾는 게임을 수행하면 라이브 영상을 볼 수 있다. 라이브 영상 마지막에서 〈영원〉의 영어 버전이 공개되었다.
VHS: ZARD making of CRUISING & LIVE The Day Of 1999.8.31
- 8월 30일 (라이브 전날)
- 8월 31일 (라이브 당일)
- Live Digest